# Cristián Zapata
Pour les articles homonymes, voir Zapata.

Cristián Eduardo Zapata Valencia, né le 30 septembre 1986 à Padilla, est un footballeur international colombien, évoluant au poste de défenseur central.

## Carrière

### Club

#### Deportivo Cali
Cristian Zapata commence sa carrière au Deportivo Cali.

#### Udinese Calcio
En 2005, il signe au club italien de l'Udinese. Il joue son premier match en Serie A le 19 novembre 2005 lors d'une victoire contre Messine.

#### Villarreal CF
Le 12 juillet 2011, il est recruté par Villarreal pour 9 millions d'euros.

#### AC Milan
En août 2012, il est prêté avec option d'achat par Villarreal au Milan AC. À la fin de la saison, le Milan AC lève l'option d'achat et Cristián Zapata s'engage au club rossonero jusqu'en juin 2016. En juin 2019, il s'engage au Genoa FC à la suite du non-renouvellement de son contrat.

### Équipe nationale
Il débute avec la Colombie le 12 septembre 2007 lors d'un match amical face au Paraguay.
Il participe à la Copa América en 2011 avec la Colombie.
Il disputera tous les matchs de la Colombie à la Coupe du monde 2014 dans leur intégralité, formant avec Mario Yepes la charnière centrale colombienne. Il ne pourra éviter l'élimination de son équipe en quarts de finale face au Brésil.
Il participe à nouveau à la Coupe du monde 2018, mais n'y joue que quelques minutes face à l'Angleterre, en rentrant en jeu pour Santiago Arias.

## Statistiques
| Saison                | Club                  | Championnat           | Championnat | Championnat | Coupe(s) nationale(s) | Coupe(s) nationale(s) | Compétition(s) continentale(s) | Compétition(s) continentale(s) | Compétition(s) continentale(s) | Colombie | Colombie | Total | Total |
| Saison                | Club                  | Division              | M.          | B.          | M.                    | B.                    | Comp.                          | M.                             | B.                             | M.       | B.       | M.    | B.    |
| 2005-2006             | Udinese Calcio        | Serie A               | 21          | 1           | 5                     | 0                     | C3                             | 4                              | 0                              | -        | -        | 30    | 1     |
| 2006-2007             | Udinese Calcio        | Serie A               | 36          | 0           | 2                     | 0                     | -                              | -                              | -                              | -        | -        | 38    | 0     |
| 2007-2008             | Udinese Calcio        | Serie A               | 27          | 1           | -                     | -                     | -                              | -                              | -                              | 4        | 0        | 31    | 1     |
| 2008-2009             | Udinese Calcio        | Serie A               | 18          | 1           | 2                     | 0                     | C3                             | 6                              | 0                              | 5        | 0        | 31    | 1     |
| 2009-2010             | Udinese Calcio        | Serie A               | 31          | 0           | 4                     | 0                     | -                              | -                              | -                              | 4        | 0        | 39    | 0     |
| 2010-2011             | Udinese Calcio        | Serie A               | 35          | 2           | 3                     | 0                     | -                              | -                              | -                              | 1        | 0        | 39    | 2     |
| Sous-total            | Sous-total            | Sous-total            | 168         | 5           | 16                    | 0                     | -                              | 10                             | 0                              | 14       | 0        | 208   | 5     |
| 2011-2012             | Villarreal CF         | Liga BBVA             | 28          | 0           | 2                     | 0                     | C1                             | 6                              | 0                              | -        | -        | 36    | 0     |
| Sous-total            | Sous-total            | Sous-total            | 28          | 0           | 2                     | 0                     | -                              | 6                              | 0                              | -        | -        | 36    | 0     |
| 2012-2013             | AC Milan (prêt)       | Serie A               | 23          | 0           | 1                     | 0                     | C1                             | 5                              | 0                              | 2        | 0        | 31    | 0     |
| 2013-2014             | AC Milan              | Serie A               | 20          | 1           | 1                     | 0                     | C1                             | 8                              | 1                              | 9        | 0        | 38    | 2     |
| 2014-2015             | AC Milan              | Serie A               | 12          | 0           | 1                     | 0                     | -                              | -                              | -                              | 8        | 0        | 21    | 0     |
| 2015-2016             | AC Milan              | Serie A               | 16          | 1           | 5                     | 0                     | -                              | -                              | -                              | 12       | 0        | 33    | 1     |
| 2016-2017             | AC Milan              | Serie A               | 15          | 1           | 1                     | 0                     | -                              | -                              | -                              | 3        | 2        | 19    | 3     |
| 2017-2018             | AC Milan              | Serie A               | 12          | 0           | 0                     | 0                     | C3                             | 8                              | 0                              | 5        | 0        | 25    | 0     |
| 2018-2019             | AC Milan              | Serie A               | 13          | 0           | 2                     | 0                     | C3                             | 5                              | 1                              | 2        | 0        | 22    | 1     |
| Sous-total            | Sous-total            | Sous-total            | 111         | 3           | 11                    | 0                     | -                              | 26                             | 2                              | 41       | 2        | 189   | 7     |
| 2019-2020             | Genoa CFC             | Serie A               | 20          | 1           | 2                     | 0                     | -                              | -                              | -                              | -        | -        | 22    | 1     |
| 2020-2021             | Genoa CFC             | Serie A               | 12          | 0           | 1                     | 0                     | -                              | -                              | -                              | -        | -        | 13    | 0     |
| Sous-total            | Sous-total            | Sous-total            | 32          | 1           | 3                     | 0                     | -                              | 0                              | 0                              | 0        | 0        | 35    | 1     |
| Total sur la carrière | Total sur la carrière | Total sur la carrière | 339         | 9           | 32                    | 0                     | -                              | 42                             | 2                              | 55       | 2        | 468   | 13    |

## Palmarès

### En équipe nationale
- 56 sélections et 2 buts avec l'équipe de Colombie depuis 2007.